# Martin Kocanda
Martin Kocanda (* 23. srpna 1974) je český manažer a vedoucí státní úředník, v letech 2017 až 2020 generální ředitel Národní knihovny ČR. Od února 2024 pracuje na Ministerstvu životního prostředí, kde působí jako zástupce státní tajemnice a ředitel odboru koordinace a podpory státní služby a resortních organizací.

## Biografie
Od 1. června 2017 do 21. července 2020 byl generálním ředitelem Národní knihovny České republiky. Absolvoval baptistickou teologii v Olomouci, pedagogické fakulty v Olomouci a Brně a Právnickou fakultu Masarykovy univerzity v Brně. Doktorandské studium absolvoval v oboru Sociální práce na Vysoké škole zdravotníctva a sociálnej práce v Bratislavě. Od roku 1996 působil jako duchovní, v roce 1998 přešel do Vězeňské služby ČR, kde prošel různými pozicemi, působil mj. jako právník a manažer, svou kariéru ve vězeňství zakončil v roce 2012 jako vrchní ředitel. Do roku 2010 byl zároveň vysokoškolským učitelem na Filozofické fakultě Univerzity Pardubice, kde spoluzakládal nově konstituovaný obor Resocializační pedagogika, a kde od roku 2021 opět působí jako externí pedagog. Oblasti sociálních služeb se kromě vězeňství věnoval také jako krizový intervent na lince důvěry a jako spoluzakladatel, první předseda a poradce Občanské poradny Pardubice Od mládí se také věnuje oblasti ochrany přírody, je členem Českého svazu ochránců přírody. 
V lednu 2013 byl Synodní radou Českobratrské církve evangelické jmenován vedoucím tajemníkem – ředitelem ústředí této největší protestantské církve v ČR. V této funkci skončil k 31. prosinci 2016, kdy ho od 1. ledna 2017 nahradil Jaromír Plíšek. V roce 2017 působil na Ministerstvu pro místní rozvoj jako zástupce ředitele odboru.
Na základě výběrového řízení byl ministrem kultury ČR Danielem Hermanem jmenován od 1. června 2017 generálním ředitelem Národní knihovny České republiky.
Dne 21. července 2020 jej ministr kultury ČR Lubomír Zaorálek odvolal, a to kvůli údajným nesrovnalostem v projektu e-knihovna, který dle Zaorálkových slov prověřuje Policie ČR a Bezpečnostní informační služba. Dlouhodobě Zaorálkovi vadil i pomalý postup další fáze rekonstrukce Klementina, pronájmy tam uzavřené či některé sporné akvizice. Sám Kocanda tyto důvody odmítá a vidí je jako zástupné a vyvratitelné. Své odvolání přičítá zápolení velkých IT firem o zakázky Národní knihovny. Kocandova tvrzení může podporovat i skutečnost, že kromě Zaorálkova tvrzení nelze dohledat jiný zdroj potvrzující informace o uvedeném policejním prověřování či dokonce vyšetřování.
Od ledna 2021 se opět plně věnoval oblasti sociálních služeb a sociální práce - nejprve na Úřadu vlády České republiky jako vedoucí oddělení kanceláře Rady vlády pro záležitosti romské menšiny a sekretariátu Rady vlády pro národnostní menšiny a následně do února 2024 jako ředitel odboru koncepce sociálních služeb a sociální práce na Ministerstvu práce a sociálních věcí. Od února 2024 spolupracuje s Ministerstvem práce a sociálních věcí jako konzultant pro oblast sociálních služeb a sociální práce. 
Od roku 2022 působí zároveň na Ministerstvu životního prostředí - nejprve jako odborný konzultant pro řízení resortních organizací a od února 2024 na plný úvazek jako zástupce státní tajemnice a ředitel odboru koordinace a podpory státní služby a resortních organizací.